# Juruá

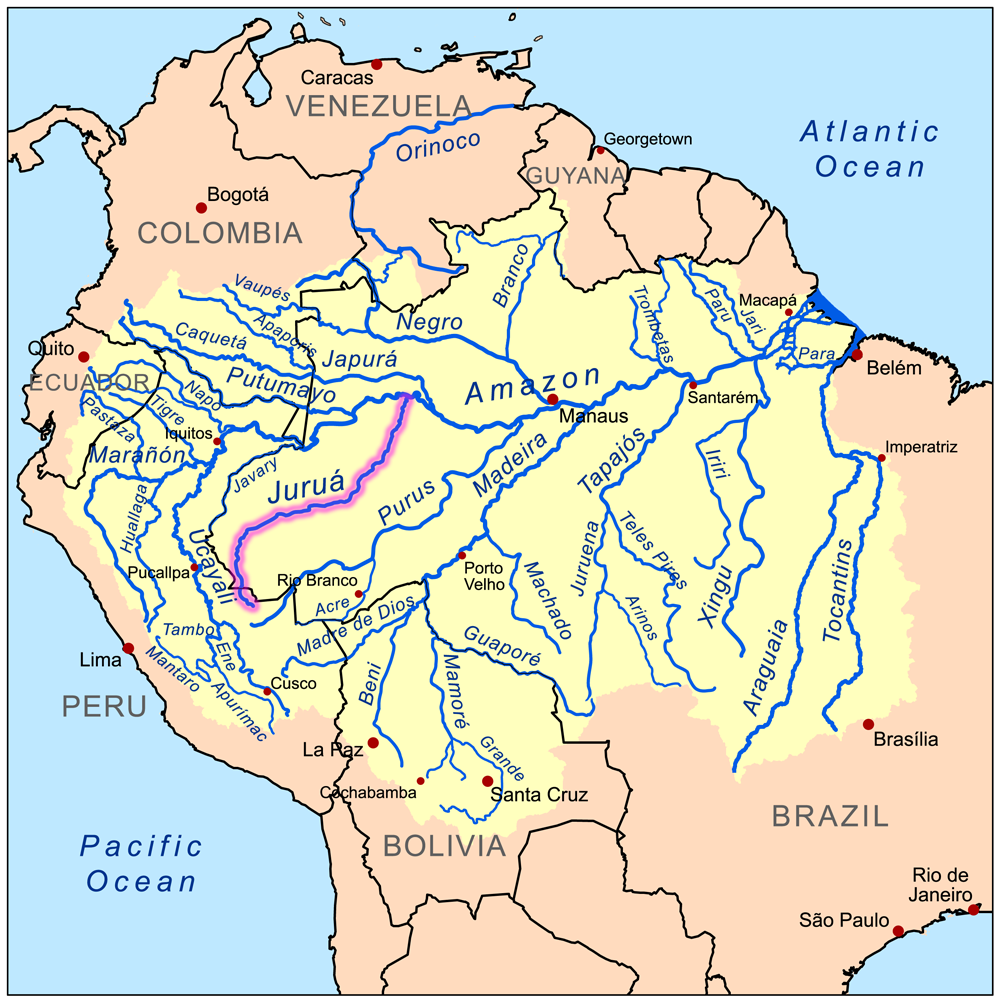
Bản đồ bồn địa Amazon với sông Juruá được tô đậm

Sông Juruá (tiếng Bồ Đào Nha Rio Juruá; Tiếng Tây Ban Nha Río Yurúa) là một chi lưu phía nam của sông Amazon ở phía tây của sông Purus, là đãy của vùng lõm nội địa Amazon rộng lớn, có tất cả các đặc tính của sông Purus như độ uốn khúc, chảy chậm và nói chung đi qua các vùng đồng quê bán ngập và thấp. Sông khởi nguồn từ cao nguyên Ucayali, và có khả năng thông hành khoảng 1133 mi (1823 km) phía trên điểm hợp dòng với Amazon. Tổng chiều dài của sông xấp xỉ 1500 mi (2414 km), và là một trong những chi lưu dài nhất của Amazon.